# Asciadium
Asciadium es un género monotípico  perteneciente a la familia  Apiaceae. Su única especie: Asciadium coronopifolium, es originaria de Cuba.

## Taxonomía
Asciadium coronopifolium fue descrita por August Heinrich Rudolf Grisebach y publicado en Catalogus plantarum cubensium . . . 118. 1866.